# Oradea
Oradea (ungarsk: Nagyvárad; tysk: Grosswardein; latin: Magnowaradinum; jiddisch: אורדאה) er administrativt center i Bihor distrikt i Transsylvanien, Rumænien. Oradea har 183.105(2021) indbyggere.